# Iglesia Presbiteriana de la Avenida Franklin
La Iglesia Presbiteriana de la Avenida Franklin (también conocida como Iglesia Presbiteriana del Norte) es una iglesia histórica en 108 W. Grand River Avenue en la ciudad de Lansing, en el estado de Míchigan (Estados Unidos). Fue construido en 1916 y agregado al Registro Nacional de Lugares Históricos en 1988.

## Historia
En 1863, se organizó una congregación hija de la Primera Iglesia Presbiteriana de Lansing en lo que ahora es Old Town. Se donó mucho a la congregación a lo largo de lo que entonces era Franklin Avenue (y ahora es Grand River Avenue). La primera iglesia, de estructura de ladrillo, fue consagrada en 1865. Sin embargo, para 1910, la población local había crecido enormemente y la congregación presbiteriana era demasiado grande para la estructura original de la iglesia. En 1913, el reverendo Richard Spetnagel, pastor de Franklin Presbyterian, propuso construir un nuevo edificio. La congregación contrató al arquitecto de Lansing Edwyn A. Bowd en 1914 para diseñar una nueva estructura. La antigua iglesia fue demolida en 1915 y la nueva consagrada en 1916.
En 1935, Franklin Avenue fue redesignada como Grand River Avenue, y la congregación cambió su nombre a North Presbyterian Church.

## Descripción
La antigua iglesia presbiteriana de Franklin Avenue es un edificio rectangular con techo a dos aguas construido con ladrillos de color marrón oscuro, con molduras de hormigón y madera. En un ángulo de la fachada principal se levanta una torre cuadrada con espadaña de celosía. La iglesia tiene una forma de Arts and Crafts, con grandes soportes triangulares de madera debajo del alero y un patrón de cuadrícula colocado en forma de rosetón en el hastial delantero. En el interior, una escalera conduce al auditorio del segundo piso, que tiene asientos semicirculares de plano Akron frente a un púlpito de esquina. Las salas de la escuela dominical están cerca.
Una mansión de ladrillo marrón oscuro de dos pisos con techo a dos aguas está unida a la iglesia por un lado. está conectado internamente con el estudio del pastor en la iglesia principal.